# ジャック・マラン
ジャック・マラン（Jacques Marin、1919年9月9日 - 2001年1月10日）は、フランスの俳優。

## 出演作品
- 料理長（シェフ）殿、ご用心
- ラブバッグ／モンテカルロ大爆走
- 脱獄の報酬
- マラソンマン
- 麗しのカトリーヌ
- レ・ミゼラブル
- 地球の頂上の島
- 黒いジャガー/アフリカ作戦
- 大列車作戦
- シャレード
- エプソムの紳士
- 黒眼鏡の男
- 逆転電撃作戦
- 禁じられた遊び（ジョルジュ）